# 959
959 (CMLIX) var ett normalår som började en lördag i den julianska kalendern.

## Händelser

### Oktober
- 1 oktober – Vid Edwy den rättvises död efterträds han som kung av England av sin bror Edgar.

## Födda
- En-yu, japansk kejsare

## Avlidna
- September – Elgiva, drottning av England 955–958 (gift med Edwy den rättvise)
- 1 oktober – Edwy den rättvise, kung av England sedan 955